# كياثون جميل
كياثون جميل (الاسم العلمي:Cyathea speciosa) هو نوع من النبات يتبع جنس الكياثون من الفصيلة الكياثونية.